# Xylit

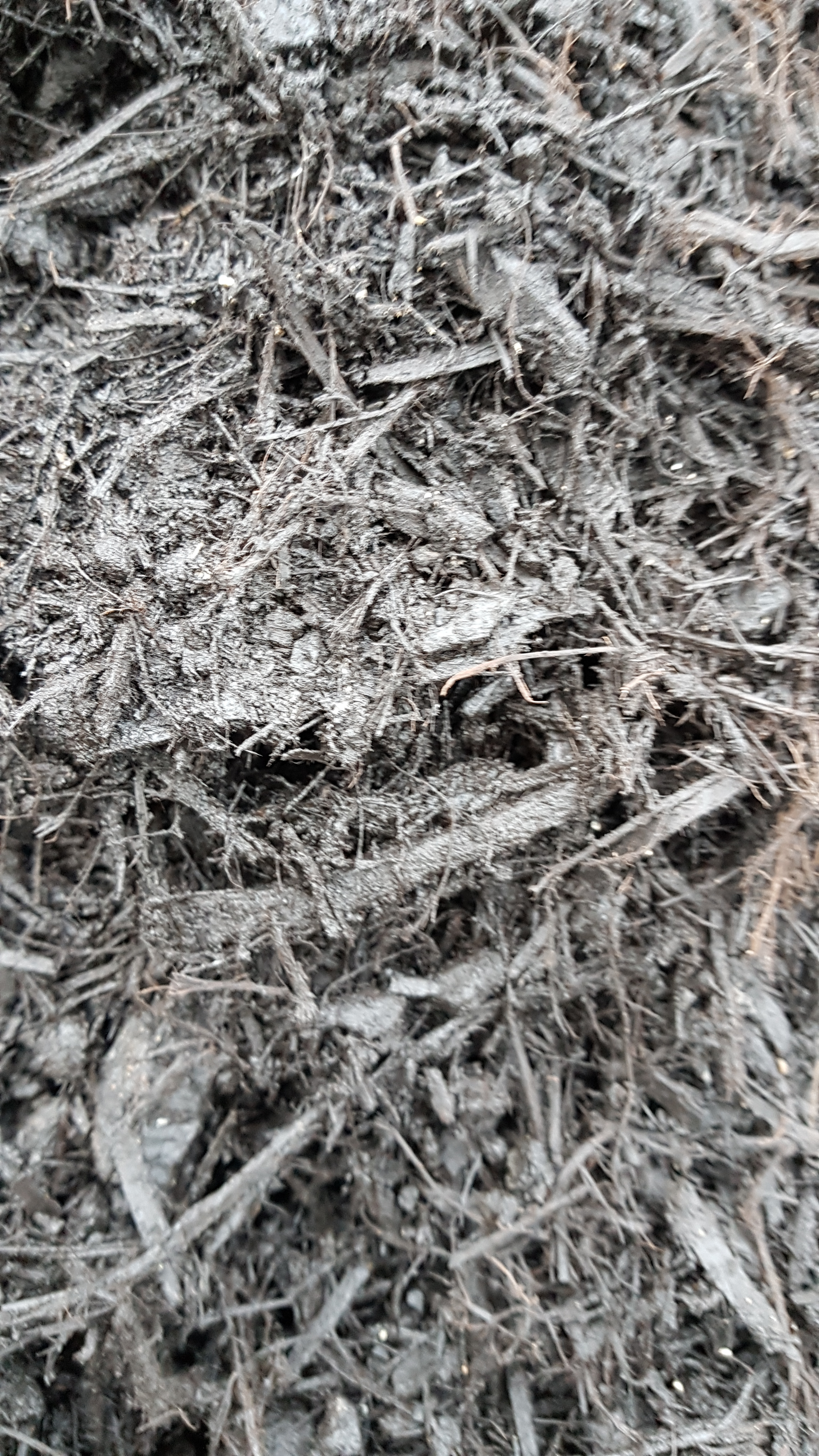
Vue rapprochée de Xylit à l'air libre.

Le Xylit (du grec xylon, « bois ») est un résidu revalorisé obtenu lors de l'extraction du lignite, notamment en Allemagne. 
Vieux de plusieurs millions d'années, on y reconnaît encore clairement les structures du bois, comme dans la tourbe.  
Sa masse volumique est d'environ 400 kg/m3 . 

## Utilisations
Le pouvoir calorifique inférieur (PCI) faible du xylit, même séché, le classe comme un combustible très peu rentable, il n'est donc pas utilisé comme générateur d'énergie par combustion.
Le xylit est parfois utilisé pour la production de terreau et de substrats professionnels pour l'horticulture commerciale. 
Grâce à ses caractéristiques (plus élastique et robuste que le bois, il résiste beaucoup mieux à la dégradation biologique avec un rapport C/N de 215/1),, le xylit est utilisé à des fins de décoration (sous forme de copeaux) ou de filtration d'eau pour ses qualités remarquables dans ce domaine. 

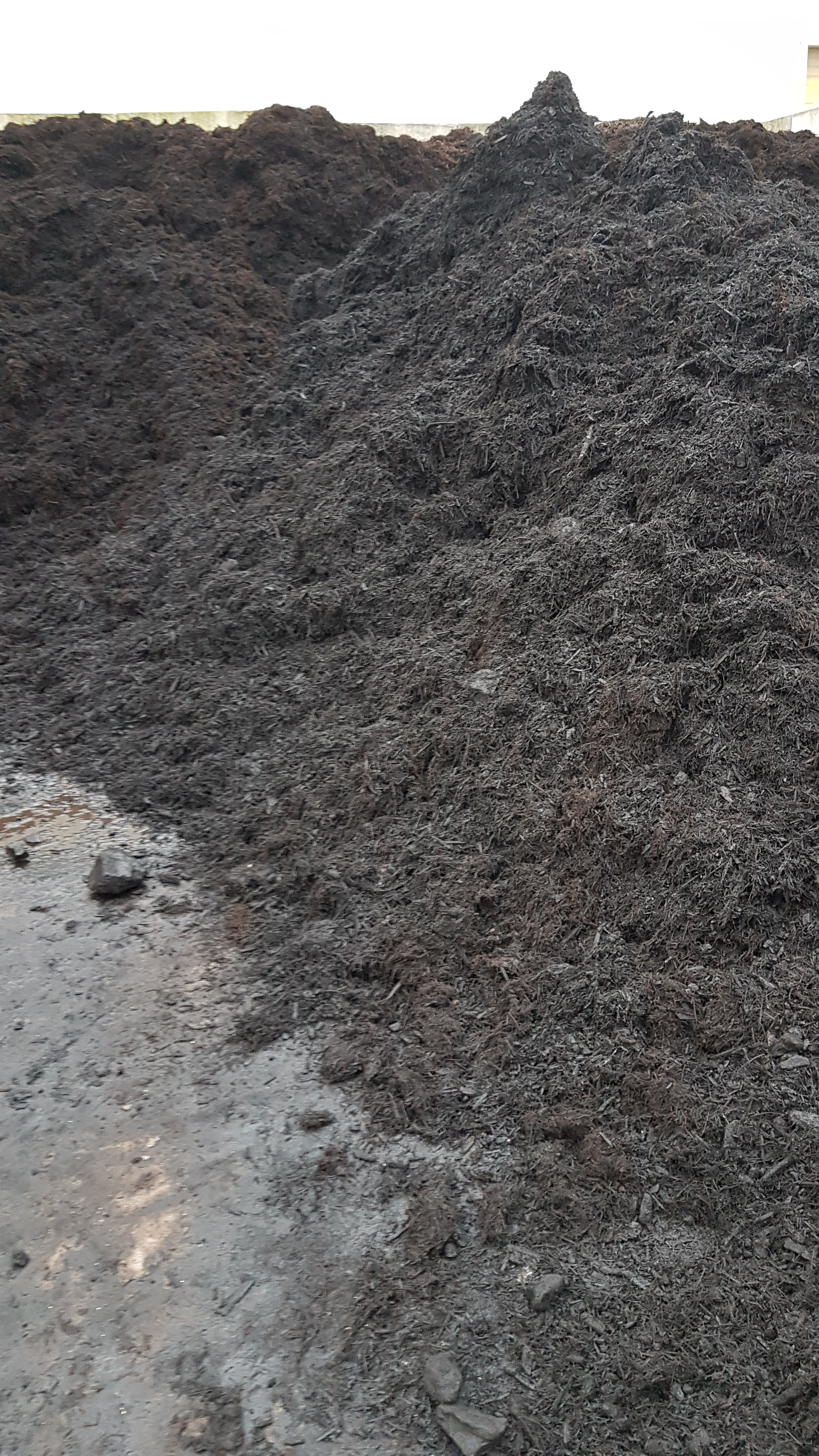
Dépôt industriel de Xylit.

Sa structure unique, qui permet aux nutriments et aux polluants de s'y fixer, sa grande surface spécifique (favorisant le développement d'un lit bactérien) et son exceptionnelle longévité (30 ans) permettent d'en faire un agent filtrant de haute qualité. Il est utilisé comme média filtrant dans certaines filtres compacts.
La compostabilité du Xylit est prouvée en France (selon la norme NF U-44-095),.

## Exploitations commerciales
- La société Eloy Water utilise le Xylit comme média filtrant dans son filtre compact X-Perco.
- Les sociétés Aquaterra Solutions [6]en France et Oekon Vegetationtechnik en Allemagne utilisent le Xylit dans des boudins et fascine végétalisée pour la stabilisation des berges et la réalisation de radeaux épuratoires (ile flottante végétalisée d'hélophytes[7], zone humide artificielle flottante)